# Merluccius albidus
Il nasello atlantico o merluzzo atlantico (Merluccius albidus (Mitchill, 1818)), è un pesce osseo marino appartenente alla famiglia Merlucciidae. Non va confuso con il Merluccius hubbsi, il Merluccius bilinearis, il Merluccius senegalensis ed il Merluccius polli: tutti conosciuti come nasello/merluzzo atlantico.

## Descrizione
L'aspetto di questo pesce è simile a quello degli altri membri del genere Merluccius come il nasello mediterraneo ed europeo. Questa specie ha testa allungata, con bocca ampia. La pinna pettorale, nei giovani esemplari, raggiunge la verticale dell'ano, questo carattere tende a scomparire con il raggiungimento dell'età adulta. Il colore è argenteo biancastro..
La taglia massima nota è di poco più di 40 cm per i maschi e di 70 cm nelle femmine. La taglia media è sui 30 cm per i maschi e di 45 cm per le femmine.

## Distribuzione e habitat
Questa specie si trova nell'Oceano Atlantico nordoccidentale lungo le coste americane dal New England al Suriname e la Guiana Francese compresi il mar dei Caraibi e il Golfo del Messico. Si tratta di una specie batiale e circalitorale che vive sulla piattaforma continentale esterna e sulla parte superiore della scarpata a profondità comprese tra i 160 e i 640 m, occasionalmente tra 80 e 1170 m.

## Biologia
È un animale notturno, che nelle ore notturne si avvicina alla superficie per cacciare.

### Alimentazione
I giovani si nutrono prevalentemente di crostacei mentre gli adulti cacciano soprattutto pesci (Myctophidae, Clupeidae ed Engraulidae), secondariamente cefalopodi e crostacei. Praticano anche il cannibalismo.

### Riproduzione
La riproduzione avviene a qualche centinaio di metri di profondità in stagioni variabili secondo la latitudine.

## Pesca
Questa specie non ha molta importanza per la pesca commerciale. Viene commercializzato sia fresco che congelato che affumicato.